# Тензоэффект
Тензорезисти́вный эффе́кт, тензоэффе́кт — свойство твёрдых материалов изменять при деформации своё электрическое сопротивление. При этом считается, что сопротивление проводника или полупроводника зависит (при неизменном объеме) от его длины. На этом эффекте основан принцип действия тензорезистора.
Отношение удельного изменения сопротивления к удельному изменению длины называют тензочувствительностью.
Тензоэффект обусловлен изменением структуры энергетических зон кристалла под действием деформации и, как следствие, распределения носителей тока. Для металлов характерны величины тензочувствительности порядка единицы, в полупроводниках они могут достигать сотен.